# The Miracle EP
The Miracle EP – wideokaseta zespołu Queen. Ukazała się w sprzedaży 16 grudnia 1989 roku. Zawiera cztery teledyski grupy z albumu The Miracle, który ukazał się na rynku 22 maja 1989.

## Lista utworów
- "The Miracle"
- "Breakthru"
- "The Invisible Man"
- "Scandal"